# Danilo Del Cadia
Danilo Del Cadia (Marino, 19 maggio 1969) è un ex cestista italiano.
Centro di 206 cm per 120 kg, ha giocato in Serie A1 italiana con la Scavolini Pesaro e la Fernet Branca Pavia e nella Basketball-Bundesliga con il SSV Ulm.

## Carriera
Inizia a giocare a pallacanestro a Filadelfia a 16 anni, all'Archibishop Carroll High School. Torna poi in Italia, approdando alla Victoria Libertas Pesaro, prima negli juniores, poi da professionista in serie A1, rimanendovi in tutto tre anni.
Nel 1989 si trasferisce poi per due stagioni in A2, al Fabriano Basket, per poi tornare 4 anni in A1 con la maglia di Pavia. Tornato a Fabriano in A2 nel 1995, vive poi una brutta stagione ad Avellino, sempre in A2.
Torna quindi nelle Marche, lasciando Avellino e approdando all'Aurora Basket Jesi, anch'essa squadra della serie cadetta; abbandona nell'ultimo mese la squadra per giocare nel massimo campionato portoghese di pallacanestro a Lisbona.
Passa poi sei mesi con buone prestazioni all'SSV Ulm, nel campionato tedesco di pallacanestro, ma termina la stagione in A2 nella Virtus Ragusa. L'anno successivo il ritorno a Fabriano, dove rimane però solo due mesi prima di essere ceduto in B1 al Basket Cefalù, con cui sfiora la promozione in Legadue e poi si salva ai play-out.
Nel 2005 raggiunge la sua attuale squadra, la Barzetti Senigallia, con cui disputa il campionato di B2. Poi nella stagione 2005/'06 fa un anno a Civitanova in B2, e nel 2006-07 è alla Confcommercio Patti in Serie B1 e nella stagione successiva scende in Serie C1, alla Moncada Agrigento con cui è promosso in Serie B Dilettanti, per poi passare l'anno successivo a Termoli sempre in C1, e finire a Fondi (Latina)con allenatore Stefano Vidili.

## Palmarès
- Campionato italiano: 1

Pesaro: 1987-88
Agrigento promozione in B2
Senigallia promozione in C1